# 巨大数
巨大数（きょだいすう、large numbers）とは、日常生活において使用される数よりも巨大な数（実数）のことである。非常に巨大な数は、数学、天文学、宇宙論、暗号理論、インターネットやコンピュータなどの分野でしばしば登場する。天文学的数字（てんもんがくてきすうじ）と呼ばれることもある。
主にインターネット上で、巨大数やその定義、およびそれを支える理論等を研究する数学のコミュニティがあり、その理論は巨大数論（きょだいすうろん）、あるいはグーゴルにちなんでグーゴロジー (googology) と呼ばれる。

## 例
身近な事物にまつわる数字の中で特に大きいものを挙げる。
- 人間の血管を全て合わせた長さ - 約100億 cm = 108 m
- 人間の脳のシナプスの数 - 約10兆本 = 1014 本
- 人間の体の細胞の数 - 100兆個 = 1014 個以上
- 一般的なコンピュータのハードディスクドライブの容量 - 約1013 ～ 約1015 ビット  ※参考：1TB（テラバイト）= 1012 バイト = 8 × 1012 ビット
- 日本の2007年の国内総生産 - 561兆円 = 5.61 × 1014 円
- 国際連合加盟国の20世紀のGDP合計 - 30京円 = 3 × 1017 円
- アボガドロ定数 -  6.022 140 76 × 1023 mol-1（定義値）
- プランク温度  - 1.416784(16) × 1032 K
- MD5のハッシュ値の数 - 2128（約 3.402 × 1038）通り[3]
- IPv6のIPアドレスの数 - 上記のMD5のハッシュ値の数と同じ
- 無量大数 - 1068
- ジンバブエ・ドルのインフレーション率（2009年1月）- 6.5 × 10108 パーセント[4]

## 天文学の巨大数
億や兆を大きく超えた数字のことを「天文学的」と形容するように、宇宙および天文学に関連する話題では巨大数が登場することが多い。
- 1光年 ≒ 9.46 × 1015 m
- 地球の質量 ≒ 5.972 × 1024 kg
- 太陽の質量 ≒ 1.9891 × 1030 kg
- エディントン数 ＝ 136 × 2256 ≒ 1.575 × 1079（観測可能な宇宙に存在する陽子の数としてアーサー・エディントンが予想した数[5]）
- 観測可能な宇宙の体積 ≒ 1.6 × 1081 m3

以下の数値は数があまりにも巨大であるため、単位をどのように取っても（すなわち長さの場合は「メートル」でも「光年」でも、時間の場合は「秒」でも「年」でも）無視できる範囲で近似する。
- 全ての物質が鉄56に変換するまでにかかる時間（陽子崩壊が起こらない場合） - 101500（鉄の星も参照）
- インフレーション後の宇宙の大きさとして出された物理学者レオナルド・サスキンドによる解の一つ - {\displaystyle 10^{10^{10^{122}}}}[6]
- 複数の宇宙の全質量を1個のブラックホールに圧縮しそれが蒸発した後に、ポアンカレの回帰定理に従い再びブラックホールができる時間の近似値（宇宙論で使われた最大の数）- {\displaystyle 10^{10^{10^{10^{10^{1.1}}}}}}

## 組合せ論の巨大数
組合せ数学において、組合せの場合の数などは急激に大きくなる数で、組合せ爆発といった語もある。
- 16 × 16マスに区切られた格子状の道路を、同じ交差点を2度通らずに左上から右下まで向かう道順の数 - 約6.87 × 1061通り[7][8]
- トランプ52枚を一列に並べる並べ方 - 52! ≈ 約8.066 × 1067通り
- 囲碁で19路盤の着点の総数は192 （361目）、ここに黒石、白石、空点をランダムに配置する組合せの総数は3361、この中からルール上合法な局面の総数は約2.1×10170となる[9]。
- グラハム数

## 歴史
19世紀以前で見られる巨大な数への言及は例えば以下のようなものがある：
- 『砂粒を数えるもの』（アルキメデス）
- 劫や三千大千世界に代表される、インド哲学および仏教の世界観・宇宙観に基づく記述。
- 日本では『塵劫記』にて纏められた、命数法のための記述（西洋の命数法も参照）。

アルキメデスが『砂粒を数えるもの』で想定した最大の数である「第億期の数」の108×1016や、仏教の経典の華厳経における「不可説不可説転」（八十華厳の107×2122≒103.7×1037の値が有名）などは、古代においてテトレーションレベルに接近するほどの巨大な数を想定した数少ない例である。
1976年にドナルド・クヌースは、「巨大な数量をどれほど上手く取り扱えるか」ということを論じる「Mathematics and Computer Science: Coping with Finiteness」という記事を発表し、この本文中でクヌースの矢印表記を提案した。翌1977年にはこの矢印表記を用いて、マーティン・ガードナーが自身の連載「数学ゲーム」でグラハム数を紹介しており、以降もレオ・スタインハウス、ジョン・ホートン・コンウェイといった人々が巨大数にまつわる記事を執筆している。
インターネットにおける巨大数の活動としては、1996年にロバート・ムナフォが『Large Numbers』というページを開設している。以来、アマチュアの（しばしばプロの）数学者たちによるコミュニティが活動を続けている。

## 巨大数の表記法
科学技術分野において大きな数量を表す際には指数表記が使われるが、非常に巨大な数（例えばスキューズ数）はもはや指数で表記しても巨大な数量となってしまい、二重指数関数やそれ以上の関数を用いた表記が必要となる。特に現実世界の事物で例えることが不可能なほどの巨大数の表現が可能である表記法については、例えば以下のような事例がある：
- ルーディ・ラッカーは10Nを「N-plex」と呼ぶことを提案した[12]。
- クヌースの矢印表記は、指数の積み重なりである指数タワーを記述するための、非常に単純な表記法である。
- ハイパー演算子は、加法の繰り返しで乗法、乗法の繰り返しで冪乗を作ることを発展し、新たな演算を作っていくものであり、本質的にはクヌースの矢印表記の別表記である。
- コンウェイのチェーン表記は、クヌースの矢印表記の「矢印の増加」そのものの繰り返し、『「矢印の増加」に繰り返しを入れること』の繰り返しなどを表現できるようにし、さらに巨大な数を表せるようにしたものである。
- スタインハウス・モーザーの多角形表記は、巨大数を示すために多角形を使用している。
- 超階乗および階冪は階乗を拡張したものである。
- アッカーマン関数は、どのような原始再帰関数よりも早く増大する帰納的関数の例である。すなわち、どのような原始再帰関数であっても、その引数が十分大きいならば、アッカーマン関数の方が値が大きくなる。
- 配列表記はコンウェイのチェーン表記およびその拡張表記よりも効率的に数の大きさを爆発させることができるようにした記法であり、アッカーマン関数の拡張である多変数アッカーマン関数と同程度の増加速度である。
- BEAFは配列表記の拡張の最終形態の一つである。
- 急成長階層は、順序数でパラメータ付けられた自然数関数の階層であり、最初のω層の合併が原始再帰関数のクラスに一致することと、より大きい順序数で添え字づけられた関数は小さいものを最終的に支配する（eventually majorize）という性質を持つために巨大数およびそれを生み出す関数の大小評価に用いられる。

## 関連書籍
- フィッシュ『巨大数論　第２版』
- 『現代思想　2019年12月号――巨大数の世界』青土社